# Ian Shapiro
Ian Shapiro, född 29 september 1956 i Johannesburg i Sydafrika, är en amerikansk Sterling-professor i statsvetenskap vid Yale University. Han är främst känd för sina inlägg i debatten om demokrati och samhällsvetenskaplig metod.